# Ushuaia (single)
Ushuaia is een single en tevens titeltrack van het vijftiende album met dezelfde naam van K3, uitgebracht op 3 juni 2016.

## Achtergrond
Het nummer werd uitgebracht op 3 juni 2016 en gaat over een zomers feestje in een wereld waar alles kan en nooit oorlog is geweest. Het nummer werd ook bekroond met de Radio 2 Zomerhit van hetzelfde jaar.
Het lied werd voor het eerst gezongen tijdens de K3 Vlindershow en later nog in andere shows. Tijdens de Kom erbij!-tour in 2022 werd het nummer voor het eerst gebracht in een akoestische versie.

## Videoclip
De videoclip verscheen op 10 juni 2016 en het eindresultaat werd een tropisch feestje. Het was de tiende videoclip in deze formatie.